# Bothriomyrmex rossi
Bothriomyrmex rossi är en myrart som beskrevs av Horace Donisthorpe 1950. Bothriomyrmex rossi ingår i släktet Bothriomyrmex och familjen myror. Inga underarter finns listade.

## Bildgalleri

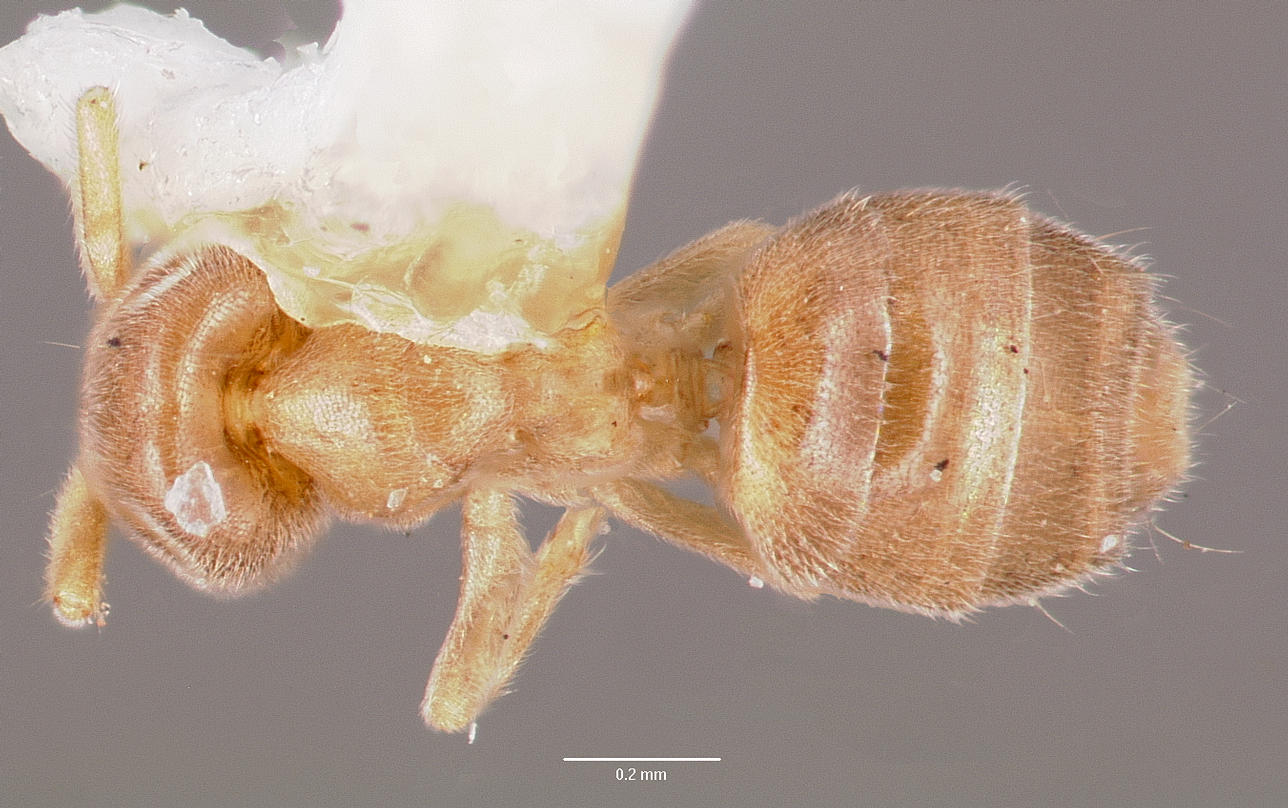
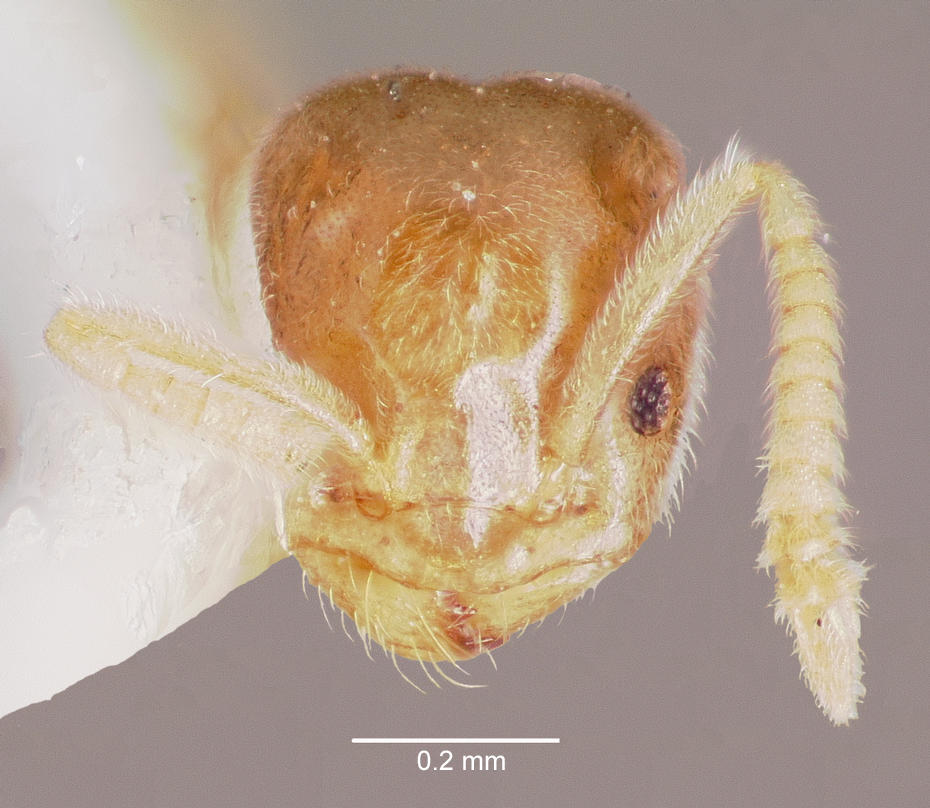
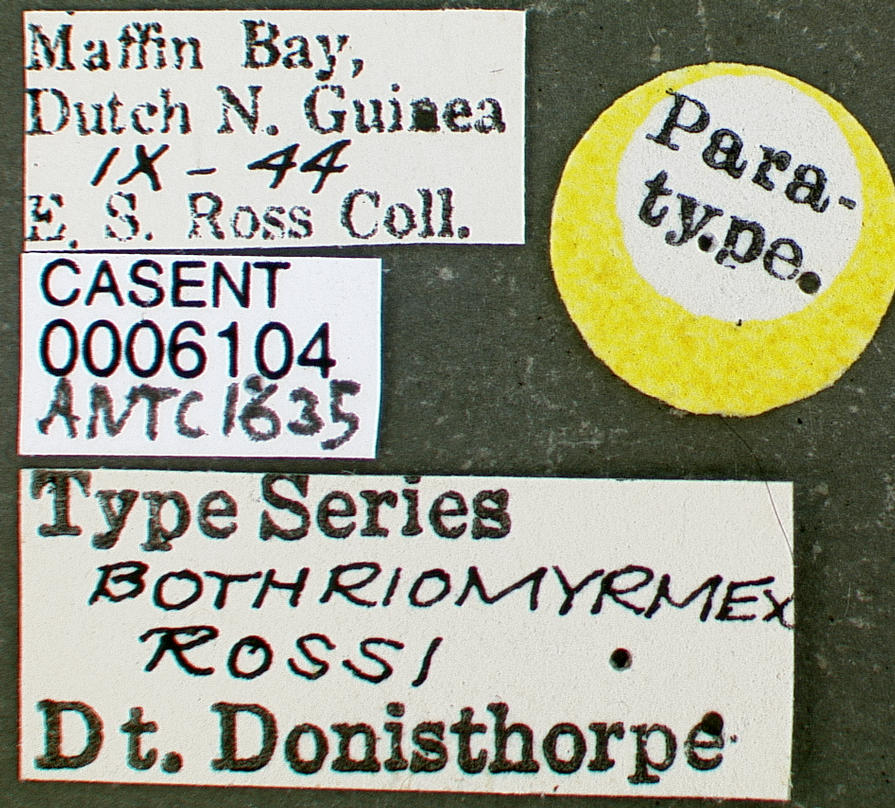
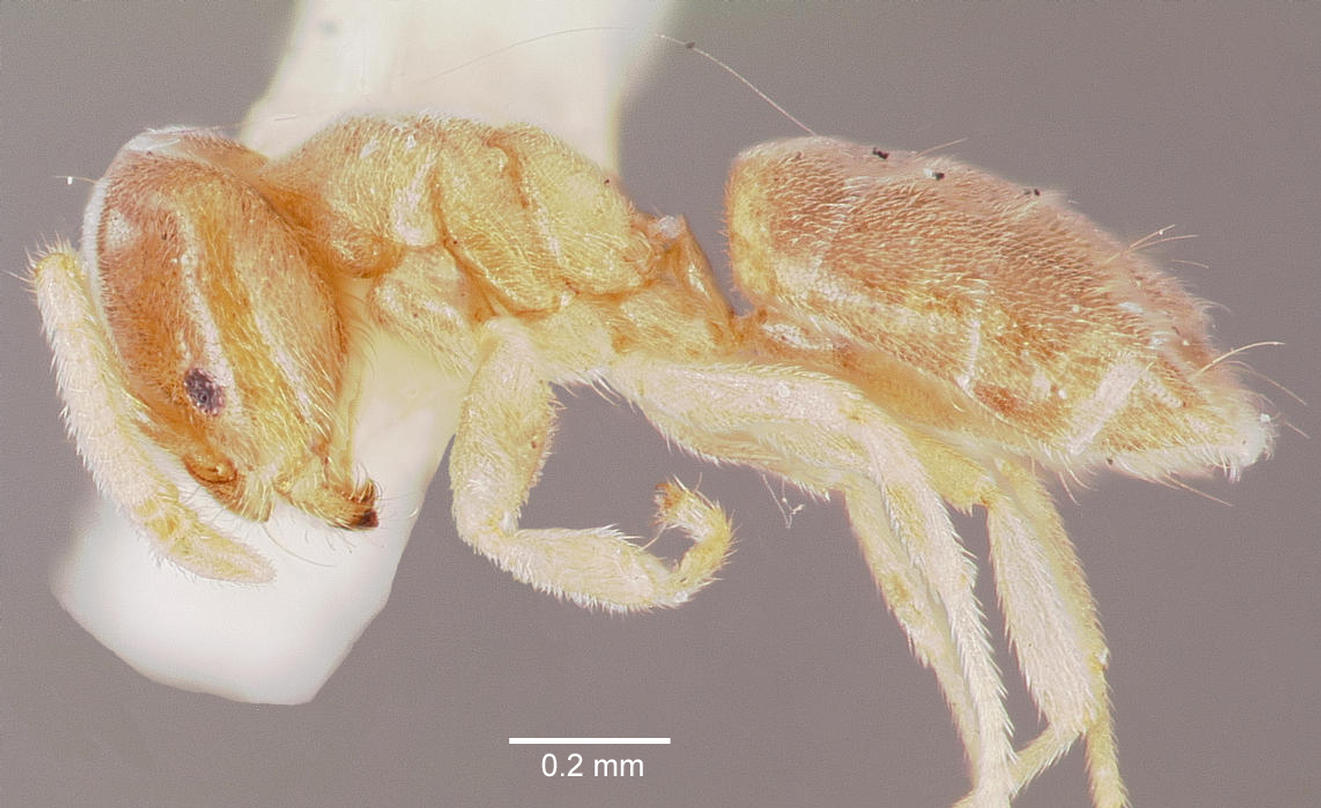
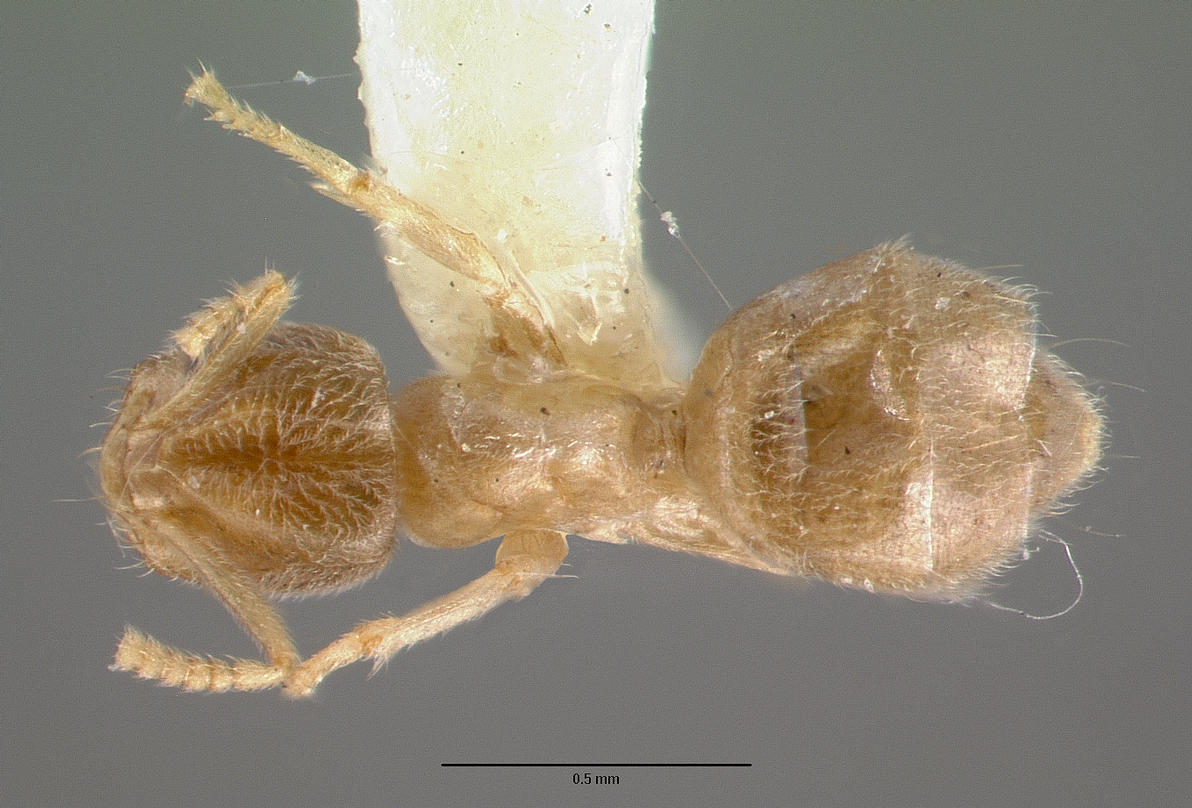
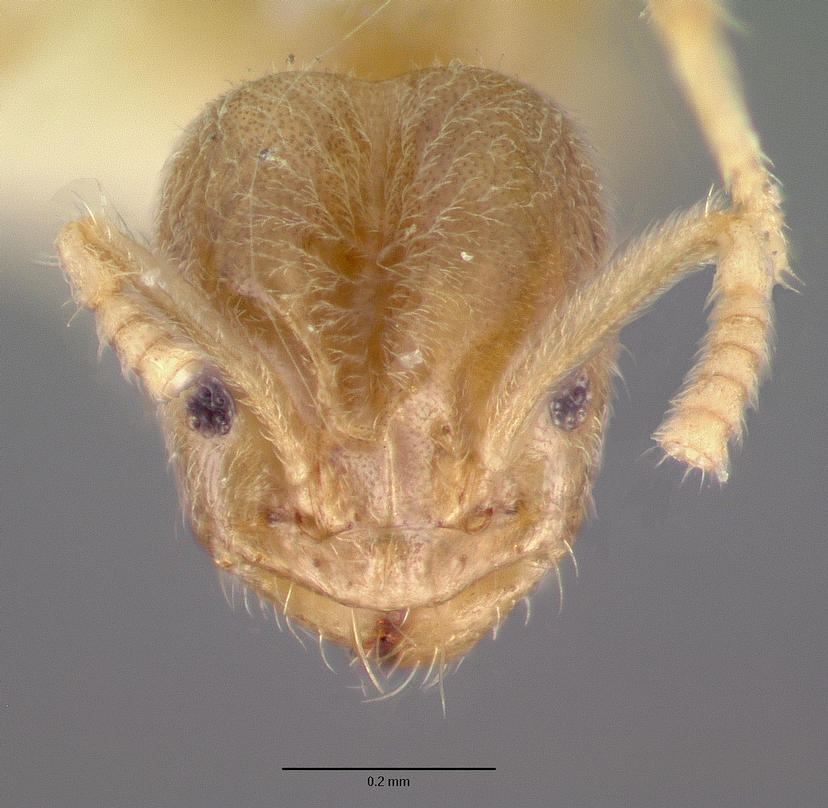